# Kinderarbeit in Indien
Kinderarbeit in Indien ist nach indischem Recht die Beschäftigung Minderjähriger unter 14 Jahren. Sie ist weitgehend eingeschränkt und reglementiert, aber nicht grundsätzlich verboten. Die Erfassung geschieht nach unterschiedlichen Kriterien.
Die nationale Volkszählung im Jahr 2001 hat ergeben, dass 12,6 Millionen Kinder zwischen 5 und 14 Jahren einer Beschäftigung nachgehen. Erfasst wurden Personen unter 17 Jahren, die wirtschaftlich produktive Arbeit mit oder ohne Entschädigung, Lohn oder Gewinn ausüben, einschließlich Arbeit im elterlichen Betrieb oder Teilzeit.
Die UNICEF schätzt, dass Indien aufgrund der hohen Bevölkerungszahl das Land mit der höchsten Kinderarbeit (absolut) ist, während die afrikanischen Länder im Bereich der Sahara den höchsten prozentualen Anteil an Kinderarbeit aufweisen. UNICEF definiert jedoch Kinderarbeit anders als die Regierung. Sie zählt Kinder von 5 bis 11 Jahren, die mindestens eine Stunde täglich wirtschaftliche Arbeit verrichten oder 28 Wochenstunden häusliche Arbeit verrichten, sowie Kinder zwischen 12 und 14 Jahren mit mindestens 14 Stunden wirtschaftlicher Tätigkeit oder mindestens 42 Stunden (wirtschaftliche und häusliche Arbeit) pro Woche.

## Rechtslage
Die indische Verfassung (Artikel 24) und die Richtlinie Principles of State Policy (Grundsätze staatlicher Politik) verbieten Kinderarbeit unter 14 Jahren in Fabriken (geregelt im Factories Act von 1948 mit Sonderbedingungen für 15- bis 18-Jährige) oder Bergwerken (Mines Act von 1952 für unter 18-Jährige) oder jeder anderen gefährlichen Beschäftigung in 16 Berufen und 65 Gefahrenbereichen (Child Labour Act von 1986, 2006 und 2008 erweitert). Die Verfassung sieht auch vor, dass Indien ab 1960 die Schulpflicht für Kinder von sechs bis 14 Jahren einführen und Infrastruktur und Ressourcen für freie Bildung zur Verfügung stellt (Art. 21a und 45).
Im Juvenile Justice of Children Act (Jugendgerichtsbarkeit, Pflege und Schutz) von 2000 ist die Beschäftigung Minderjähriger in gefährlicher Arbeit und ihrer Vermittlung als Verbrechen geregelt, das mit bis zu drei Jahren Haft geahndet wird.
Der Right of Children to Free and Compulsory Education Act von 2009 schreibt freie Bildung und Schulpflicht für alle Kinder im Alter von 6 bis 14 Jahren vor. 25 Prozent der Schulplätze in privaten Schulen müssen mit behinderten Kindern und Kindern aus benachteiligten Gruppen belegt werden.
Legale Kinderarbeit ist z. B. auf höchstens fünf Stunden tagsüber und ohne Überstunden beschränkt und auf ein Unternehmen pro Tag. Weitere Vorschriften betreffen u. a. Dokumentationspflichten durch den Betrieb.
Der gesetzlich festgelegte Mindestlohn für Kinder ist niedriger als der für Erwachsene und steigert die Attraktivität der Kinderarbeit für Unternehmen.

## Einsatzbereiche
Nach Angaben der Internationalen Arbeitsorganisation (ILO) gibt es große wirtschaftliche Vorteile für Entwicklungsländer, wenn die Kinder zur Schule gehen, statt zu arbeiten. Bildung erhöht ihre Produktivität für höher qualifizierte Arbeit, mit der sie der Armut entfliehen.

### Ländlicher Raum
Kinder auf dem Land, die keine Schule besuchen, arbeiten durchschnittlich 4,7 Stunden täglich, Schulkinder dagegen zwei Stunden weniger, Mädchen etwas mehr als Jungen. Sie helfen vor allem ihren Eltern zu Hause und auf den Feldern. Je nach Schätzung entfällt zwischen 60 und 70 Prozent der Kinderarbeit auf die Landwirtschaft und verwandte Bereiche (z. B. Weiterverarbeitung). Lehrer an öffentlichen Schulen haben Fehlzeiten von 25 Prozent. Die Studie der Internationalen Arbeitsorganisation legt nahe, dass Analphabetismus durch Arbeit mehr als die Qualität der Schulen die Chancen der Kinder auf grundlegende Bildung und den Erwerb aller Fähigkeiten für ein anständiges Leben und die Verbesserung von Lebensqualität beschränkt.

### Diamanten- und Edelsteinindustrie
Die Zeitschrift The Child veröffentlichte 1999 einen Bericht der Internationalen Arbeitsorganisation und der Gewerkschaft Universal Alliance of Diamond Workers. Demnach sei Kinderarbeit in der indischen Diamantenindustrie weit verbreitet. Auch die International Confederation of Free Trade Unions (Internationaler Bund Freier Gewerkschaften, ICFTU) berichtete in einer Pressemitteilung 1997 davon. The South Gujarat Diamond Workers Association, eine andere Gewerkschaft, ist der Meinung, Kinderarbeit sei zwar vorhanden, aber sie sei nicht systematisch, mache unter 1 Prozent der Arbeitnehmer aus und seien Einzelfälle. Geschäftsleute örtlicher Betriebe versuchen, die Bedeutung dieser Zahlen herunterzuspielen.
Nach dem Papier der Internationalen Arbeitsorganisation von 1999 werden aus Indien jährlich 70 Prozent der Diamanten des Weltmarktes bezogen oder 40 Prozent nach Wert. Darüber hinaus werden aus Indien 95 Prozent der Smaragde, 85 Prozent der Rubine und 65 Prozent der Saphire bezogen. In Indien geschieht die Verarbeitung mit traditionellen arbeitsintensiven Methoden. Über 1,5 Millionen Menschen sind in der Diamantenindustrie beschäftigt, vor allem im Informellen Sektor. Die Diamantenindustrie ist von der Gewinnung bis zum Export in viele kleine Betriebe zersplittert. Die Internationale Arbeitsorganisation glaubt, damit sollen die Arbeitnehmerrechte unterlaufen werden. Die genaue Anzahl der Kinderarbeit in diesem Sektor sei unbekannt, sie wurde 1997 auf 10.000 bis 20.000 (von 1,5 Millionen Arbeitnehmern insgesamt) geschätzt. Die Ursachen für Kinderarbeit seien die Eltern, die ihre Kinder zur Arbeit zwingen, weil Bildung teuer und die Qualität der Schule schlecht sei, während die Arbeit lukrativ sei.
Eine neuere Studie aus dem Jahr 2005, die bei 663 Produktionsstätten in 21 verschiedenen Orten der indischen Diamant- und Edelsteinindustrie durchgeführt wurde, zeigt, dass der Umfang der Kinderarbeit auf 0,31 Prozent gesunken ist.

### Feuerwerksindustrie
In der Stadt Sivakasi im Bundesstaat Tamil Nadu (Südindien) werden Kinder in der Produktion von Feuerwerkskörpern beschäftigt. Im Jahr 2011 gab es in Sivakasi über 9.500 Produktionsstätten von Feuerwerkskörpern, die zusammen fast 100 Prozent aller exportierten Feuerwerkskörper produzierten. Sie beschäftigten rund 150.000 Mitarbeiter, durchschnittlich 15 Beschäftigte pro Fabrik, die meisten im Informellen Sektor bei nur wenigen offiziell registrierten Unternehmen.
1989 berichtete Shubh Bhardwaj, dass Kinderarbeit in der indischen Feuerwerksindustrie verbreitet ist und Sicherheitstechnik schlecht. Kinderarbeit geschieht v. a. in kleinen Schuppen im unorganisierten Sektor. Nur vier Unternehmen mit jeweils mehr als 250 Mitarbeiter waren im regulierten Wirtschaftsbereich tätig. Diese Unternehmen beschäftigten keine Kinder und arbeiteten mit überdurchschnittlichen Sicherheitsstandards. Die Kinder im unorganisierten Sektor sind von langen Arbeitszeiten, niedrigen Löhnen, unsicheren Arbeitsbedingungen und anstrengendem Schichtbetrieb betroffen.
Ein neuerer Bericht der Internationalen Arbeitsorganisation von 2002 schreibt, Kinder seien in Tamil Nadu signifikant beschäftigt, allerdings nicht in offiziellen Produktionsstätten, die für den Export produzieren, sondern in der Produktion für den heimischen Markt von Feuerwerkskörpern, Streichhölzern oder Räucherstäbchen. Der Bericht stellt fest, die Nachfrage nach diesen Produkten sei gewachsen, die offiziellen Wirtschaftsbetriebe seien aber nicht gewachsen, sondern die kleinen Betriebe, die in Heimarbeit produzieren, seien wie Pilze aus dem Boden geschossen. Dies habe das Potenzial für Kinderarbeit erhöht. Dieser inoffizielle Sektor mache Forschung und effektive Maßnahmen schwierig.

### Seidenproduktion
Ein Bericht von Human Rights Watch aus dem Jahr 2003 schreibt, dass Kinder ab 5 Jahren bis zu 12 Stunden täglich bei einer Sechs- bis Siebentagewoche in der Seidenindustrie beschäftigt werden. Diese Kinder sind über Schuldknechtschaftsverträge beschäftigt. Obwohl die indische Regierung die Existenz dieser Form der Kinderarbeit bestreitet, wird diese Kinderarbeit z. B. in Karnataka und Tamil Nadu praktiziert. Kinder sind gezwungen, ihre Hände in heißes Wasser zu tauchen, um die Kokons zu tasten. Sie bekommen oft weniger als 10 Rupien pro Tag (entspricht im Mai 2021 etwa 11 Cent).
Im Jahr 2010 wurde durch den investigativen Bericht der Deutschen Welle bekannt, dass Nichtregierungsorganisationen in Staaten wie Karnataka bis zu 10.000 arbeitende Kinder in den 1000 Seidenfabriken im Jahr 1998 ermittelt hatten. Andernorts waren im Jahr 1994 Tausende von Kindern in Schuldknechtschaftsverträgen beschäftigt. Inzwischen ist ihre Zahl nach Angaben von UNICEF und Nichtregierungsorganisationen drastisch auf weniger als tausend Kinder gesunken. Die befreiten Kinder besuchen die Schule.

### Privathaushalte und Gastronomie
Offizielle Schätzungen für den Bereich der Privathaushalte und Restaurants gehen von mehr als 2,5 Millionen arbeitenden Kindern aus, während Nichtregierungsorganisationen ihre Zahl auf rund 20 Millionen schätzt. Die indische Regierung erweiterte 2006 das Verbot von Kinderarbeit als Hausangestellte und in Restaurants, Dhabas (Straßenrestaurants), Hotels, Spas und Kurhäusern.

### Kohlebergbau
Seit 1952 ist die Beschäftigung von unter 18-Jährigen im Bergbau verboten. Trotzdem wurde in primitiven Kohlebergwerken im Bundesstaat Meghalaya Kinderarbeit entdeckt und durch internationale Medien im Jahr 2013 bekannt.

## Ursachen von Kinderarbeit

### Armut und Bildung
UNICEF weist darauf hin, dass die Armut Kinderarbeit fördert. Ein Bericht stellt fest, dass in ländlichen und verarmten Teilen der Welt Kinder keine wirkliche und sinnvolle Alternative haben. Schulen und Lehrer sind nicht verfügbar. Kinderarbeit ist die Folge. Ein BBC-Bericht kommt zu ähnlichen Schlüssen, Armut und unzureichende öffentliche Bildungsinfrastruktur sind einige der Ursachen von Kinderarbeit in Indien. Mädchen werden doppelt so häufig wie Jungen aus der Schule genommen, wenn sich Eltern die Schule nicht leisten können oder die Kinder zum Lebensunterhalt beitragen müssen. Bildung für Mädchen genießt weniger Priorität.
Der UNICEF-Bericht besagt, für etwa 50 % der staatlich finanzierten Grundschulen fehlt ein Gebäude, in 40 % der Schulen fehlt es an Tafeln oder Bücher, 97 % der verfügbaren Mittel sind für Gehälter und die Verwaltung budgetiert. 2012 berichtete das Wall Street Journal, während sich die Quote der 6- bis 14-jährigen Kinder, die eine Schule besuchen, auf 96 Prozent erhöht hat, ist die Ausstattung der Schulen gleich geblieben. Über 81.000 Schulen verfügen über keine Tafel und über 42.000 staatliche Schulen ohne Gebäude arbeiten mit behelfsmäßigen Lösungen während des Monsuns oder bei schlechtem Wetter. Selbst wenn Kinder zur Schule gehen, arbeiten viele Kinder nach der Schule in Heimarbeit oder gehen einer wirtschaftlichen Tätigkeit nach.
Die Internationale Arbeitsorganisation (ILO) stellt fest, Armut sei die größte einzelne Ursache für Kinderarbeit. Sie sei oft überlebensnotwendig und trage zu 25 bis 40 Prozent zum Haushaltseinkommen bei. Eine Studie der Internationalen Arbeitsorganisation von 2008 zeigt, dass fehlende Schulen oder ihre mangelnde Qualität die Kinderarbeit erhöhen, was besonders in ländlichen Gebieten der Fall ist.
Ländliche Entwicklungsprogramme, die Familien mit kleinen Grundstücken zur Selbstversorgung ausgestattet haben, hatten den unbeabsichtigten Nebeneffekt, dass sie die Kinderarbeit erhöht haben, da sich die Kleinbauern keine teuren Landmaschinen leisten können. In diesen Fällen bedeutet ein zur Ausgabe aus dem kleinen Grundstück zu erhöhen wurde gelten mehr Arbeit, einschließlich Kinderarbeit.

### Schuldknechtschaft
Oft arbeiten Kinder in einem System von Zwangsarbeit oder teilweise erzwungener Arbeit, wenn sich Eltern verschuldet haben und die Kinder als Sachleistung für die Rückzahlung des Kredits für die Gläubiger arbeiten. Einem Bericht der Internationalen Arbeitsorganisation von 2005 nach lebt das koloniale Indian Indenture System in der heutigen Gesellschaft fort. Die indische Schuldknechtschaft ist während der Kolonialzeit entstanden, um mithilfe von Krediten und Pachtverträgen zuverlässige billige Arbeitskräfte zu erhalten (Hali-, Halwaha- oder Jeurasystem der Kolonialverwaltung). Im Laufe der Zeit, behauptet der Bericht der Internationalen Arbeitsorganisation, haben sich diese traditionellen Formen in der Gesellschaft verfestigt.
Im Jahr 1976 wurde in Indien diese Zwangsarbeit durch ein Gesetz offiziell abgeschafft. Es gibt aber Belege, dass sie fortbesteht. Die National Human Rights Commission berichtet über die Entdeckung von 53 Kinderarbeitern im Jahr 1996 im Bundesstaat Tamil Nadu während einer unangemeldeten Kontrolle. Jedes Kind oder ihre Eltern hatten einen Vorschusskredit von 100.000 bis 250.000 Rupien aufgenommen. Die Kinder arbeiteten 12 bis 14 Stunden täglich und erhielten dafür nur 2 bis 3 Rupien als Tageslohn. Die Internationale Arbeitsorganisation schreibt, dass das Ausmaß der von Schuldknechtschaft betroffenen Kinder schwer zu bestimmen sei, aber Schätzungen verschiedener Menschenrechtsgruppen reichen bis zu 350.000 im Jahr 2001.
Trotz des Bonded Labour System Act von 1976 werden indische Staatsanwälte nur selten tätig, um die Verantwortlichen strafrechtlich zu verfolgen. Einem Bericht zufolge haben die Staatsanwälte keine Weisung der Zentralregierung, den Fall nach dem Minimum Wages Act (Mindestlohngesetz) oder dem Child Labour Act (Kinderarbeit in verbotenen Gefahrenbereichen) zu verfolgen. Die wenigen bestehenden Möglichkeiten der Strafverfolgung hatten eine unbeabsichtigte Wirkung. Zwar gab es eine Abnahme der Kinderarbeit in Fabriken. Allerdings verleihen die Fabriken weiterhin Geld an bedürftige Familien und stellen dann z. B. einen Webstuhl leihweise für die Heimarbeit zur Verfügung und bekommen dafür das fertige Produkt aus der Heimarbeit geliefert. Damit verlagert sich die Arbeit aus diesen Knebelverträgen von der Firma in den häuslichen Bereich.
Eine Sonderform der Schuldknechtschaft ist Sumangali. Bei dieser Praxis schließen Eltern mit Betrieben einen Vertrag für ihre minderjährigen Töchter ab. Ziel ist es, dass diese ohne oder für geringe Entlohnung arbeiten, meist in Textilbetrieben, um bis zum Ende des Vertrags ihre eigene Mitgift ansparen und heiraten zu können.

### Strukturprobleme der Wirtschaft
Wissenschaftler vermuten, die Unflexibilität und Struktur des indischen Arbeitsmarkts, der hohe Anteil der Informellen Wirtschaft, die Wachstumsunfähigkeit der Industrie und der Mangel an modernen Fertigungstechnologien seien wichtige makroökonomische Faktoren, welche die Nachfrage und Akzeptanz von Kinderarbeit fördern.

## Maßnahmen zur Bekämpfung der Kinderarbeit
Im Jahr 2001 waren 120.000 Kinder in Bereichen mit gefährlicher Arbeit beschäftigt. Ein Problem ergibt sich aus der schwierigen Überprüfbarkeit der Einhaltung der Gesetze. Große internationale Unternehmen wie Gap Inc., Primark (beide im internationalen Textilhandel), Monsanto (Saatgut- und Biotechnologieindustrie) und andere große Unternehmen stehen in der Kritik, Produkte in Kinderarbeit herzustellen. Die Unternehmen behaupten zwar, Maßnahmen gegen den Handel mit Produkten aus Kinderarbeit zu ergreifen, durch die hohe Zahl der Unternehmen, die an der Lieferkette beteiligt sind, ist eine wirksame Überwachung kaum möglich. Aber nicht jede Kritik war oder ist berechtigt. Im Jahr 2011, drei Jahre nach den Bemühungen bei Primark und seiner Lieferanten, Kinderarbeit einzudämmen, wurde bekannt, dass ein preisgekrönter investigativer Report der BBC über Kinderarbeit in diesen Unternehmen eine Fälschung war. BBC entschuldigte sich bei den Unternehmen und seinen Zuschauern.

### Staatliche Projekte
Seit 1987 zielt die Politik auf eine schrittweise Ausweitung der Definition von gefährlicher Arbeit. Das Ministerium für Arbeit und Beschäftigung hat seit 1988 rund 100 branchenspezifische National Child Labour Projects umgesetzt, um die Kinderarbeit einzudämmen. Dies kann mit der Umsetzung von Entwicklungsprogrammen einhergehen, um die Ursachen von Kinderarbeit anzugehen, wie z. B. die Bekämpfung von Armut. Im Jahr 1988 wurde mit dem National Child Labour Project (NCLP) eine Initiative der Zentralregierung gestartet, die mit 6.020 Mio. Rupien ausschließlich auf die Beseitigung von Kinderarbeit in Indien ausgerichtet ist.

### Initiativen von Nichtregierungsorganisationen
Viele Organisationen wie Bachpan Bachao Andolan, CARE india, Child Rights and You, Global march against child labor, RIDE India usw. setzen sich für die Ausrottung von Kinderarbeit in Indien ein. Pratham, die größte Nichtregierungsorganisation in Indien, hat 1994 die Aktion Every child in school and learning well ins Leben gerufen. Es ist ihr Ziel, Kinderarbeit zu reduzieren und Kindern Schulbildung unabhängig von ihrem Geschlecht, ihrer Religion oder sozialem Hintergrund zu ermöglichen. Es wurden „Low-Cost-Unterrichtsmodelle“ entwickelt, die nachhaltig und reproduzierbar sind. Im Jahr 2005 war Pratham an der Koordinierung einer Rettungsaktion gegen Kinderarbeit beteiligt, die zusammen mit dem Arbeitsministerium und der Polizei durchgeführt wurde, als rund 500 Kinder aus Betrieben der Textilindustrie in Neu-Delhi befreit wurden.

### Siegel für Produkte ohne Kinderarbeit
Um Kinderarbeit in Indien wirksam einzudämmen, wurden verschiedene Zertifikate und Siegel geschaffen, die für Produkte ohne Kinderarbeit erhältlich sind. Dazu gehören für Natursteine Fair Stone und Xertifix, für Teppiche Goodweave, Label STEP und Rugmark, vor allem für überseeische Agrarprodukte Fairtrade, zum Beispiel Kaffee, Baumwolle oder Südfrüchte.
Durch eine Mitgliedschaft in der Initiative Care & Fair können Unternehmen dokumentieren, dass sie eine freiwillige Abgabe für soziale Projekte zugunsten von Teppichknüpfern geleistet haben und einen Forderungskatalog, der Teppichproduzenten unter anderem zum Ausschluss von Kinderarbeit verpflichtet, zum Vertragsbestandteil machen. Eine unabhängige Kontrolle dieser Forderungen findet nicht statt.